# Agelmund

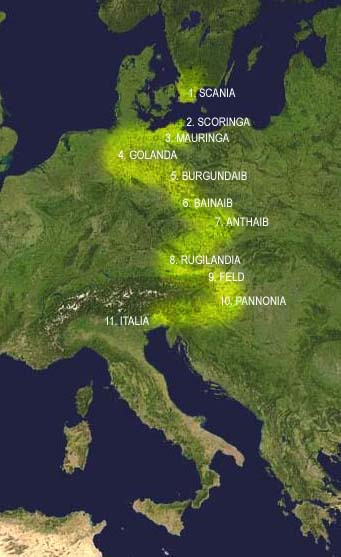
La migration des Lombards, de la Scandinavie (Scania) à l'Italie (Italia).

Agelmund ou Agilmund est le premier roi des Lombards. Il règne vraisemblablement au IVe siècle apr. J.-C., dans la région de l'Elbe en Germanie.
Selon l'historien Paul Diacre, qui écrit à la fin du VIIIe siècle, les Lombards décident après la mort de leurs chefs Ibor et Aio, deux frères qui avaient organisé la migration de leur peuple de la Scandinavie à la Germanie, de se donner un roi comme les autres peuples, refusant de dépendre de simples chefs. Le fils d'Aio, Agelmund, issu de l'« excellente famille » des Gunginci, est alors choisi et gouverne les Lombards pendant trente-trois ans.
Paul Diacre raconte que sous le règne d'Agelmund, une femme lombarde mit au monde des septuplés et s'en débarrassa en les jetant dans un étang. Le roi passa par hasard devant cet étang et vit les malheureux bébés étendus là et, arrêtant son cheval, les retourna avec la lance qu'il portait à la main. Alors, un de ces petits enfants saisit avec ses petites mains la lance du roi. Le roi augura que cet enfant deviendrait un homme remarquable et ordonna au gardien de l'étang de le retirer de l'eau. Agelmund le donna à une nourrice pour l'allaiter et comme il l'avait retiré d'un étang qui dans sa langue se dit lama, il lui donna le nom de « Lamissio » et en fit son héritier.
Après une longue période de paix, les Lombards sont attaqués de nuit par les Bulgares : Agelmund est tué et sa fille unique capturée et retenue prisonnière.
Son fils adoptif Lamissio est élu roi par le reste du peuple lombard.

## Sources
- Paul Diacre, Histoire des Lombards, Livre I, XIV–XVI.